# Cristina Rodas
Cristina Rodas (Cuenca, Ecuador, 1967) es una comunicadora, actriz y productora de teatro ecuatoriana. 

## Trayectoria
Inició su actividad actoral en 1984, continuando su formación profesional en la Facultad de Artes de la Universidad Central del Ecuador. Se desempeñó luego como reportera y presentadora del programa La Televisión de Teleamazonas, durante 1990 y 1991.
Posteriormente debutaría como actriz de televisión en las series Libres para Amar y la primera temporada de Dejémonos de Vainas de Ecuavisa, Historia de un Payaso (Teleamazonas) y el protagónico de la versión ecuatoriana de la telenovela Lola Calamidades de Ecuavisa, dirigida por Juan Carlos Terán en 1992.
A finales de los años 90 vuelve a incursionar como periodista y presentadora en el programa de investigación Día a Día. Sin embargo, a partir del siglo XXI volcaría la mayoría de sus esfuerzos hacia la actividad teatral, como actriz, productora y directora, destacando en varias obras como Spaguettis, Machos, Toc Toc, La peor cantata de la historia, entre otras.
Cristina Rodas también ejerce como directora de las salas Elteatro de la ciudad de Quito, desde 2006.

## Obras
Teatro
- Espaguetis (2006)
- Machos (adaptación de Cristoph Baumann, 2013)
- Toc Toc (directora, 2013)
- Burundanga (directora, 2014)
- La peor cantata de la historia (2015)
- Aló Aló (2016)
- Las novias de Travolta (2019)
- Hijas de su madre (2019)

Televisión
- Dejémonos de Vainas (1990)
- Libres para Amar (1990)
- Historia de un payaso (1991)
- Lola Calamidades (1992)